# إريك ويلكينز
إريك ويلكينز (بالإنجليزية: Eric Wilkins)‏ هو لاعب كرة قاعدة أمريكي، ولد في 9 ديسمبر 1956.

## وصلات خارجية
- إريك ويلكينز على موقعبيزبول رفرنس.كوم (الدوري الرئيسي) (الإنجليزية)